# Ehime International Open 2023 - Doppio
Il doppio del torneo di tennis professionistico Ehime International Open 2023, facente parte della categoria Challenger 75 nell'ambito dell'ATP Challenger Tour 2023, si è giocato dal 6 al 12 novembre a Matsuyama, in Giappone. Tra le sedici coppie di partecipanti erano assenti Andrew Harris e John-Patrick Smith, i detentori del titolo.
In finale Karol Drzewiecki e Zdeněk Kolář hanno sconfitto Toshihide Matsui e Kaito Uesugi con il punteggio di 6–3, 6–2.

## Teste di serie
1. Ivan Sabanov /  Matej Sabanov (primo turno)
2. Karol Drzewiecki /  Zdeněk Kolář (campioni)

1. Toshihide Matsui /  Kaito Uesugi (finale)
2. Ray Ho /  Matthew Romios (semifinale)

## Wildcard
1. Yuhei Kono /  Yusuke Kusuhara (ritirati)

1. Sho Katayama /  Yuzuki Takeru (primo turno)

## Alternate
1. Hong Seong-chan /  Jason Jung (primo turno)

## Tabellone

### Legenda
| - Q = Qualificato - WC = Wild card - LL = Lucky loser | - ALT = Alternate - SE = Special Exempt - PR = Protected Ranking | - w/o = Walkover - r = Ritirato - d = Squalificato |

|  | Primo turno | Primo turno                   | Primo turno                   | Primo turno | Primo turno |  |  | Quarti di finale | Quarti di finale          | Quarti di finale          | Quarti di finale          | Quarti di finale     |   |      | Semifinali | Semifinali                    | Semifinali                    | Semifinali                    | Semifinali                    |   |   | Finale | Finale | Finale | Finale | Finale |  |
|  |             |                               |                               |             |             |  |  |                  |                           |                           |                           |                      |   |      |            |                               |                               |                               |                               |   |   |        |        |        |        |        |  |
|  | 1           | I Sabanov M Sabanov           | 4                             | 7           | [9]         |  |  |                  |                           |                           |                           |                      |   |      |            |                               |                               |                               |                               |   |   |        |        |        |        |        |  |
|  |             | P Raja R Ramanathan           | 6                             | 62          | [11]        |  |  |                  | P Raja R Ramanathan       | P Raja R Ramanathan       | 2                         | 4                    |   |      |            |                               |                               |                               |                               |   |   |        |        |        |        |        |  |
|  | Alt         | S-c Hong J Jung               | S-c Hong J Jung               | 5           | 4           |  |  |                  | J-s Nam K Uchida          | J-s Nam K Uchida          | 6                         | 6                    |   |      |            |                               |                               |                               |                               |   |   |        |        |        |        |        |  |
|  |             | J-s Nam K Uchida              | J-s Nam K Uchida              | 7           | 6           |  |  |                  |                           |                           |                           |                      |   |      |            | J-s Nam K Uchida              | 3                             | 78                            | [10]                          |   |   |        |        |        |        |        |  |
|  | 3           | T Matsui K Uesugi             | T Matsui K Uesugi             | 7           | 7           |  |  |                  |                           | 3                         | T Matsui K Uesugi         | 6                    | 6 | [12] |            |                               |                               |                               |                               |   |   |        |        |        |        |        |  |
|  |             | Y-h Hsu M-k Song              | Y-h Hsu M-k Song              | 62          | 5           |  |  | 3                | T Matsui K Uesugi         | 7                         | 67                        | [10]                 |   |      |            |                               |                               |                               |                               |   |   |        |        |        |        |        |  |
|  |             | M Echargui B Hassan           | 6                             | 0           | [10]        |  |  |                  | M Echargui B Hassan       | 63                        | 79                        | [8]                  |   |      |            |                               |                               |                               |                               |   |   |        |        |        |        |        |  |
|  |             | Y-s Chung R Gonzales          | 3                             | 6           | [5]         |  |  |                  |                           |                           |                           |                      |   |      | 3          | Toshihide Matsui Kaito Uesugi | Toshihide Matsui Kaito Uesugi | 3                             | 2                             |   |   |        |        |        |        |        |  |
|  |             | B Ellis C Puttergill          | B Ellis C Puttergill          | 3           | 61          |  |  |                  |                           |                           |                           |                      |   |      |            |                               | 2                             | Karol Drzewiecki Zdeněk Kolář | Karol Drzewiecki Zdeněk Kolář | 6 | 6 |        |        |        |        |        |  |
|  |             | F Bergevi M Veldheer          | F Bergevi M Veldheer          | 6           | 7           |  |  |                  | F Bergevi M Veldheer      | 62                        | 7                         | [7]                  |   |      |            |                               |                               |                               |                               |   |   |        |        |        |        |        |  |
|  | WC          | S Katayama Y Takeru           | S Katayama Y Takeru           | 5           | 3           |  |  | 4                | R Ho M Romios             | 7                         | 64                        | [10]                 |   |      |            |                               |                               |                               |                               |   |   |        |        |        |        |        |  |
|  | 4           | R Ho M Romios                 | R Ho M Romios                 | 7           | 6           |  |  |                  |                           |                           |                           |                      |   |      | 4          | R Ho M Romios                 | R Ho M Romios                 | 5                             | 5                             |   |   |        |        |        |        |        |  |
|  |             | S Mochizuki S Shimabukuro     | S Mochizuki S Shimabukuro     | 7           | 6           |  |  |                  |                           | 2                         | K Drzewiecki Z Kolář      | K Drzewiecki Z Kolář | 7 | 7    |            |                               |                               |                               |                               |   |   |        |        |        |        |        |  |
|  |             | N Kaliyanda Poonacha D Sharan | N Kaliyanda Poonacha D Sharan | 65          | 1           |  |  |                  | S Mochizuki S Shimabukuro | S Mochizuki S Shimabukuro | S Mochizuki S Shimabukuro |                      |   |      |            |                               |                               |                               |                               |   |   |        |        |        |        |        |  |
|  |             | FC Alcantara Y Bu             | 3                             | 6           | [7]         |  |  | 2                | K Drzewiecki Z Kolář      | K Drzewiecki Z Kolář      | K Drzewiecki Z Kolář      | w/o                  |   |      |            |                               |                               |                               |                               |   |   |        |        |        |        |        |  |
|  | 2           | K Drzewiecki Z Kolář          | 6                             | 3           | [10]        |  |  |                  |                           |                           |                           |                      |   |      |            |                               |                               |                               |                               |   |   |        |        |        |        |        |  |